# Giulio Bizzozero
Giulio Bizzozero (1846-1901) fou un metge i investigador italià, descobridor original de l'Helicobacter pylori, bacteri responsable de l'úlcera pèptica (encara que aquest fet no fou acceptat fins als anys 90). Fou un dels pioners en la histologia, a més, d'en la utilització del microscopi en la investigació mèdica. També se li atribueix el descobriment del paper de les plaquetes en la coagulació de la sang.

## Biografia
Bizzozero va néixer a Varese (Itàlia) el20 de març de 1846. Estudià medicina a la Universitat de Pavia, graduant-se en 1866, quant tenia 20 anys. En 1867, fou elegit cap de patologia i histologia general de la Universitat de Pavia. Amb 27 anys, es traslladà a la Universitat de Torí, on fundà l'Institut de Patologia General. Aquest institut entrenà molts investigadors italians importants, com Camillo Golgi. A Torí treballà per a millorar la higiene i l'abastiment d'aigua. En abril de 1901, morí de pneumònia.